# Amblyopone pluto
Amblyopone pluto é uma espécie de formiga do gênero Amblyopone.